# R. A. Stewart Macalister
Robert Alexander Stewart Macalister (8 de julio de 1870 - 26 de abril de 1950) fue un arqueólogo irlandés. 

## Biografía
Macalister nació en Dublín, Irlanda, hijo de Alexander Macalister, entonces profesor de Zoología en la Universidad de Dublín. Su padre fue nombrado profesor de anatomía en Cambridge en 1883, se educó en The Perse School y luego estudió en la Universidad de Cambridge. 
Aunque su primer interés fue la arqueología de Irlanda, pronto desarrolló un gran interés en la arqueología bíblica. Junto con Frederick J. Bliss, excavó varias ciudades en la región de Sefelá de la Palestina otomana, desde 1898 hasta 1900. Desarrollaron una cronología para la región utilizando tipología de cerámica, basándose en el trabajo de Flinders Petri y sus avances en estratigrafía. Tras la jubilación de Bliss, Macalister se convirtió en director de excavaciones del Fondo para la Exploración de Palestina (PEF, según su sigla en inglés) en 1901. 

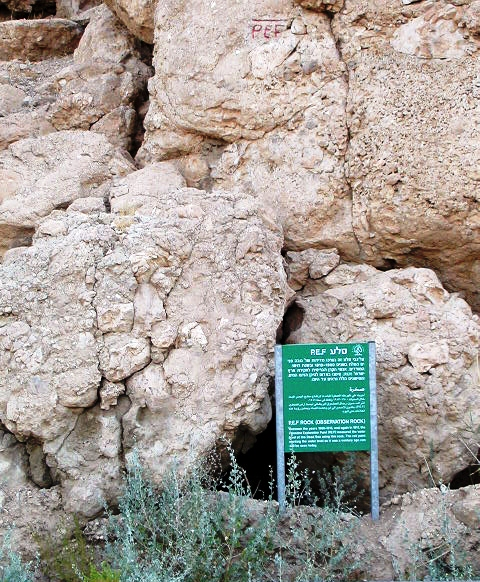
Línea pintada en 1900 (en la parte superior de la imagen, marcada "PEF") por Macalister que muestra el nivel del Mar Muerto.

De 1902 a 1909 fue el responsable de las excavaciones en Gezer, al oeste de Jerusalén. Esta fue una de las primeras excavaciones arqueológicas científicas a gran escala en la región. Allí fue encontrado el Calendario de Gezer, una de las más antiguas inscripciones paleo-hebreas. 
En 1902 examinó también la Cueva de Nicanor, un complejo de cuevas funerarias que había sido recientemente descubierto en el Monte Scopus, Jerusalén. 
A pedido de John Garstang, director del Departamento de Antigüedades del Mandato británico de Palestina, Macalister dirigió las excavaciones en la zona de Jerusalén conocida como Ciudad de David, de 1923 a 1925. 
Fue enterrado en la cementerio de la Parroquia de la Ascencsión en Cambridge, con su esposa Margaret A. M. Macalister.